# Medúlla
Medúlla é o quinto álbum de estúdio da cantora e compositora islandesa Björk. Lançado em Agosto de 2004, o álbum foi produzido por Mark Bell e Björk, o disco segue um pouco das riscas da mesma forma que foi produzido seu último álbum em 2001, Vespertine e o anterior em 1997, Homogenic.
Como em Vespertine, Björk explorou ao máximo todos os tipos de efeitos nas vozes e tons vocais, só que em Medúlla o exercício foi típicamente diferente, Björk revoluciona "predominando a voz em tudo". Com diversas performances de vozes tanto normais como a cappella.
A "fusão" entre a voz de Björk e o diverso número de colaboradores deste álbum, fazem que Medúlla seja descrito como uma obra de arte definitivamente rara e indescritível.
O álbum foi lançado originalmente nos formatos de CD e DVD-Audio 5.1 canal avançado em resolução. Em 2006, foi relançado no formato DualDisc no Box (____surrounded): incluindo baixa qualidade em DTS 96/24 da versão original em resolução avançada em 5.1 Mix e videos ambos em Dolby Digital.

## Antecedentes e produção
Björk começou a trabalhar em seu quinto álbum de estúdio em 2002, conhecido como The Lake Album na época. Em entrevista à revista The New Yorker, ela explicou que queria se afastar dos instrumentos e eletrônicos, que era o mundo de seu trabalho anterior, Vespertine. Ela expressou que aquele mundo era "muito introvertido". Quando estava terminando Vespertine, ela sabia que queria fazer um álbum de vocais, e soube desde a adolescência que o faria. Para ela, a parte mais importante de Medúlla está conectado à época quando ela tinha 17 e 18 anos, focando-se principalmente em aspectos do amor, vida, família e amigos. "Eu estava pensando como eu vivia a minha vida. O quanto eu era despreocupada, e como os outros em minha volta afetavam a maneira que eu pensava, desenvolvendo diferentes pontos de vista na música, e eu acho que isso mostra claramente o núcleo de Medúlla", comentou.
Durante o período inicial de composição do álbum, enquanto trabalhava em novas músicas e ideias, Björk, grávida de oito meses, começou a acrescentar bateria ao vivo a arranjos que já estavam carregados de instrumentos. Ela decidiu que esse método não estava funcionando e tentou descobrir o porquê. Ela indagou, "'Por que as músicas estão essa bagunça?' Eu me sentei na mesa de mixagem e comecei a mutar os instrumentos, e aí, 'Ah! Aí estão elas!'". Ela estava inspirada em paganismo e a ideia de voltar a um universo que é inteiramente humano, sem ferramentas, religiões ou nacionalidades. "Queria que o álbum fosse músculo, sangue e carne. Podíamos estar em uma caverna em algum lugar e uma pessoa ia começar a cantar, depois a outra ia fazer a batida e a próxima cantar a melodia, e vocês podiam ser muito felizes em sua caverna. É bem enraizado", acrescentou.
O álbum contou com a participação da cantora de garganta inuíte Tanya Gillis que acompanhou Björk na turnê mundial de Vespertine em 2001. Björk ficou tão impressionada com a sua habilidade com a voz que decidiu convidá-la para aparecer no álbum.
Björk fez um grande esforço para encontrar um título para o álbum. Ela disse, "Algo em mim queria abandonar a civilização, voltar para antes que tudo aconteceu e perguntar, 'Onde está a alma humana? E se fizermos sem civilização, religião e patriotismo, sem as coisas que deram errado?'", originalmente chamando o álbum de Ink, já que queria que o título representasse o "sangue de 5 mil anos que está dentro de todos nós; um espírito ancestral que é apaixonado e obscuro, um espírito que sobrevive". Sua amiga Gabriela então sugeriu "Medúlla", um termo médico para medula óssea em latim. "Não apenas sua medula óssea, mas medula nos rins e medula no seu cabelo também. É sobre como chegar à essência de algo", explicou.

## Faixas
Todas as faixas escritas por Björk, exceto onde anotado.
1. "Pleasure Is All Mine" – 3:26
2. "Show Me Forgiveness" – 1:23
3. "Where Is the Line" – 4:41
4. "Vökuró" (Sigurðardóttir/Viðar) – 3:14
5. "Öll Birtan" – 1:52
6. "Who Is It" – 3:57
7. "Submarine" – 3:13
8. "Desired Constellation" (Björk/Alary) – 4:55
9. "Oceania" (Björk/Sjón) – 3:24
10. "Sonnets/Unrealities XI" (Björk/Cummings) – 1:59
11. "Ancestors" (Björk/Tagaq) – 4:08
12. "Mouth's Cradle" – 4:00
13. "Miðvikudags" – 1:24
14. "Triumph of a Heart" – 4:04

### Faixas bônus
1. "Komið" (Edição Japonesa e iTunes Release) – 2:02

## Créditos
- Batidas - Rahzel, Shlomo e Dokaka
- Vocais - Björk, Mike Patton, Robert Wyatt, Gregory Purnhagen, Tanya Tagaq, corais Islandês e de Londres.
- Letra das músicas - Björk, Sjón, Olivier Alary, Tanya Tagaq, Jórunn Viðar & Jakobína Sigurðardóttir, E.E. Cummings
- Programação - Valgeir Sigurðsson, Mark Bell, Leila Arab, Matmos, Jake Davies, Olivier Alary, Björk
- Capa - M/M (Paris) - Mathias Augustyniak e Michaël Amzalag e Inez/Vinoodh (Inez van Lamsweerde & Vinoodh Matadin)

## Certificações
| País   | Certificação |
| ------ | ------------ |
| França | Ouro         |
| Rússia | Ouro         |